# Prignano sulla Secchia
Prignano sulla Secchia (emilián nyelven Pérgnân vagy Prignân) település Olaszországban, Emilia-Romagna régióban, Modena megyében. Lakosainak száma 3795 fő (2023. január 1.). Prignano sulla Secchia Baiso, Palagano, Sassuolo, Serramazzoni, Toano, Castellarano és Polinago községekkel határos.

## Népesség
A település lakossága az elmúlt években az alábbi módon változott:
| Lakosok száma | 3729 | 3766 | 3795 |
|               | 2017 | 2018 | 2023 |